# Neuville-sur-Margival
Neuville-sur-Margival – miejscowość i gmina we Francji, w regionie Hauts-de-France, w departamencie Aisne.
Według danych na rok 1990 gminę zamieszkiwało 58 osób, a gęstość zaludnienia wynosiła 16 osób/km². W styczniu 2014 roku Neuville-sur-Margival zamieszkiwały 122 osoby, przy gęstości zaludnienia 33,6 osób/km².